# Janusz Lekan
Janusz Lekan (ur. 5 maja 1962 w Biłgoraju) – duchowny rzymskokatolicki, diecezji Zamojsko-Lubaczowskiej, profesor nadzwyczajny na Wydziale Teologii Katolickiego Uniwersytetu Lubelskiego Jana Pawła II (KUL).

## Życiorys
W roku 1981 ukończył Liceum Ogólnokształcące im. ONZ w Biłgoraju. W tym samym roku podjął studia w Wyższym Seminarium Duchownym w Lublinie. Święcenia diakonatu przyjął 30 marca 1986 r. W dniu 13 grudnia 1986 przyjął święcenia kapłańskie.
Pracował jako wikariusz, najpierw w parafii pw. Miłosierdzia Bożego wPuławach, a następnie w parafii św. Jadwigi w Lublinie. W latach 1990–1994 odbył studia na Uniwersytecie Nawarry w Pampelunie, zakończone zdobyciem stopnia doktora w zakresie teologii dogmatycznej. W latach 1994–2003 był prefektem, a potem wicerektorem Wyższego Seminarium Duchownego diecezji Zamojsko-Lubaczowskiej.
W dniu 22 czerwca 2010 r. uzyskał stopień doktora habilitowanego nauk teologicznych. Od października 2013 jest dyrektorem Instytutu Teologii Dogmatycznej, zatrudniony w Katedrze Chrystologii i Personalizmu Chrześcijańskiego, obecnie jako profesor nadzwyczajny KUL. 2 06. 2016 wybrany przez władzę KUL  na prodziekana ds. studenckich.
Jest członkiem Kolegium Konsultorów i Rady Kapłańskiej Diecezji Zamojskolubaczowskiej, a także redaktorem naczelnym półrocznika Towarzystwa Teologów Dogmatyków "Teologia w Polsce".

## Przynależność do organizacji
- Członek Zarządu Polskiego Towarzystwa Mariologicznego,
- Członek Towarzystwa Teologów Dogmatyków,
- Członek Towarzystwa Naukowego KUL,
- Członek Lubelskiego Towarzystwa Naukowego.

## Wybór publikacji
- 2012, "Łaska Boża", Wydawnictwo KUL, Juan Luis Lorda, Janusz Lekan
- 2012, "Der präexistente Logos – Mariens Sohn – Erlöser des Menschen". Joseph Ratzingers Mittlerschaft-Theologie, Logos Et Musica. In Honorem Summi Romani Ponfificis Benedicti XVI, pp. 199–222, Janusz Lekan, Część książki z własnym tytułem
- 2010, "Jezus Chrystus – Pośrednik zbawienia w hiszpańskiej teologii posoborowej", Wydawnictwo KUL,  Janusz Lekan, książka
- 2008, "Co mówią Pisma? Nowy Testament a Bóstwo Jezusa Chrystusa", Roczniki Teologiczne, Janusz Lekan, Artykuł